# Платонешть (Яломіца)
Платонешть, Платонешті (рум. Platonești) — село у повіті Яломіца в Румунії. Входить до складу комуни Платонешть.
Село розташоване на відстані 128 км на схід від Бухареста, 26 км на схід від Слобозії, 88 км на північний захід від Констанци, 94 км на південь від Галаца.

## Населення
За даними перепису населення 2002 року у селі проживали 1006 осіб, усі — румуни. Усі жителі села рідною мовою назвали румунську.